# Diplobatis ommata
Diplobatis ommata е вид хрущялна риба от семейство Narcinidae. Видът е уязвим и сериозно застрашен от изчезване.

## Разпространение и местообитание
Разпространен е в Гватемала, Еквадор, Колумбия, Коста Рика, Мексико, Никарагуа, Панама, Салвадор, САЩ и Хондурас.
Обитава крайбрежията и пясъчните и скалисти дъна на морета, заливи и рифове в райони с тропически, умерен и субтропичен климат. Среща се на дълбочина от 1 до 280 m, при температура на водата от 15,8 до 26,5 °C и соленост 33,8 – 35 ‰.

## Описание
На дължина достигат до 25 cm.